# Shame
„Shame“ je píseň britského popového zpěváka Robbie Williamse. Píseň pochází z jeho druhého výběrového alba In and Out of Consciousness. Produkce se ujal producent Trevor Horn. S touto písní mu vypomohl britský popový zpěvák Gary Barlow člen kapely Take That

## Hitparáda
| Země      | Umístění |
| --------- | -------- |
| Česko     | 52       |
| Německo   | 11       |
| Anglie    | 2        |
| Evropa    | 4        |
| Irsko     | 8        |
| Austrálie | 62       |
| Dánsko    | 9        |
| Nizozemí  | 4        |